# Texto simples

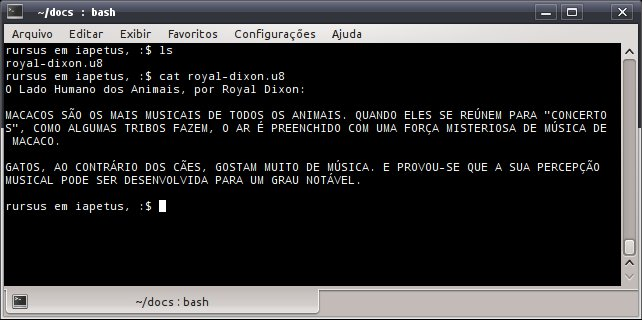
Arquivo de texto de "O Lado Humano da Animais", de Royal Dixon, exibido pelo comando cat em uma janela de console.

Em computação, texto simples ou texto puro é o conteúdo de um arquivo sequencial ordinário legível como material textual sem muito processamento. Texto puro é diferente do texto formatado, onde informações de estilo são incluídas em "arquivos binários" nos quais algumas porções devem ser interpretadas como objetos binários (inteiros codificados, números reais, imagens, etc.).
A codificação tradicionalmente tem sido ASCII, um de seus muitos derivados como ISO/IEC 646 e etc., ou algumas vezes EBCDIC. Codificações baseadas em Unicode como UTF-8 e UTF-16 estão gradualmente substituindo antigos derivados do ASCII limitados a códigos de 7 ou 8 bits.
Mesmo sendo um formato simples, todos os compiladores das linguagens de programação e os programas que interpretam linguagens de marcação utilizam textos simples.
O termo é também usado em criptografia para se referir a qualquer informação legível ou que possa ser usada diretamente por algum dispositivo eletrônico ou programa de computação. Ao ser submetido ao processo de criptografia o texto simples é convertido em algo não-inteligível, chamado de texto cifrado.